# La Belliole
 La Belliole  es una comuna y población de Francia, en la región de Borgoña, departamento de Yonne, en el distrito de Sens y cantón de Chéroy.
Su población en el censo de 1999 era de 193 habitantes.
Está integrada en la Communauté de communes Gâtinais Bourgogne .

## Demografía
| 125 | 97 | 83 | 90 | 128 | 193 |
| Para los censos de 1962 a 1999 la población legal corresponde a la población sin duplicidades (Fuente: INSEE [Consultar]) |    |    |    |     |     |